# Lázně Toušeň
Lázně Toušeň (dříve Toušeň, německy Tauschim) jsou městys v okrese Praha-východ ve Středočeském kraji na levém břehu řeky Labe přímo naproti ústí Jizery. Leží asi dvacet pět kilometrů severovýchodně od centra Prahy a pět kilometrů jihovýchodně od města Brandýs nad Labem-Stará Boleslav. Žije zde přibližně 1 500 obyvatel.

## Status
Podle dávného správního rozdělení byla Toušeň pomezním územím kraje kouřimského, později součástí karlínského okresu, od roku 1918 součástí okresu Brandýs nad Labem a s ním dílem Pražského kraje. V roce 1960 se vyššími správními útvary staly okres Praha východ (do roku 2001) a Středočeský kraj. K 1. lednu 1979 byl Toušeni udělen statut lázeňského místa. V roce 1991 žádala obec o udělení statusu města, ten však udělen nebyl, k 1. květnu 1991 byl obci přiznán úřední název Lázně Toušeň. Dnem 10. 10. 2006 byl Lázním Toušeni přiznán historický titul městys.

## Historie
Přírodní val při levém břehu Labe nad ústím Jizery je osídlen po pět tisíciletí. Nejstaršími nálezy je zde doložena eneolitická kultura nazývaná řivnáčská, k níž se váže i zde objevená zlatá záušnice (dívčí ozdoba vlasů) z doby 3 tisíce let př. n. l., která je zároveň nejstarším nálezem zlatého předmětu ve střední Evropě. V mladších vrstvách jsou četné stopy kultur předslovanských (významné je staroúnětické pohřebiště) i silného osídlení slovanského, jež dalo místu jméno: ve tvaru Túšenь znamenalo Túšenovo, Toušenovo dědictví, hradiště. Při skloňování si jméno Toušeň dodnes zachovalo zvláštní podoby z/do/u Toušeně, k/o/v Toušeni. Slovanské hradiště v poloze Hradišťko zaujímalo místo na valu zhruba od přelomu 7. a 8. století. Od severu bylo chráněno srázem k Labi a od jihu bažinami. Časem získalo úlohu ostrožny nad pomezím Přemyslovců a Zličanů, proti nimž se za řekou podobně stýkaly oblasti obývané Pšovany a Charvátci. Hradiště zároveň střežilo prastarou obchodní stezku – solnou i jantarovou – z Prahy na severovýchod přes slavníkovský díl Čech do Slezska a dál k Baltskému moři a do Litvy.
Někdy ve 13. století byl západně od přežívajícího výšinného hradiště, na místě osídlení nižšího, tehdy zaniklého, vystavěn toušeňský hrad. Podobně jako celé okolí náležel k věnným statkům českých královen. Původní brod, kterým přecházela hrádkem střežená cesta přes Labe, byl brzy opatřen přívozem. Nejstarší dochovaná písemná zmínka o přívozu v Toušeni se váže k 1. srpnu 1293, kdy zdejší převozné dala královna Jitka († 1297), matka Elišky Přemyslovny, připsat faře v Lysé nad Labem. Pozdější staletí nahrazovala brod v těchto končinách i mostem – poprvé již v roce 1317 – ale války a povodně vracely tradici přívozu zpět. Za Jana Lucemburského byl hrádek Toušeň spolu s celým okolím dán do zástavy pánům z Michalovic, větvi starobylého rodu Markvarticů. Z nich buď již Beneš Věrný († 1322), syn proslulého vítěze rytířských turnajů v Porýní a Paříži Jana z Michalovic, nebo vnuk Jan Správný († 1354) začal budovat Toušeň jako středisko správy nově získaných statků při Labi a dolní Jizeře.
V roce 1338 navštívil tento kraj tehdejší markrabě moravský, později nejvýznamnější český panovník, český a římský král, císař Karel IV. Pobýval na Toušeni, jak výslovně zapsal do úvodu XI. kapitoly vlastního životopisu Vita Caroli. Po návratu ze Staré Boleslavi rozjímal v Toušeni nad výkladem tří podobenství z Nového zákona a právě zde si pak načrtl latinské úvahy, které po čase včlenil do svého životopisu v podobě tří zvláštních kapitol. Duchovní zastavení v Toušeni zřejmě založilo Karlův bližší vztah k tomuto místu: při první vhodné příležitosti, která nastala v půli padesátých let, se zasadil o vyjmutí Toušeně z michalovického léna.
Vykoupené toušeňské statky začali obhospodařovat bohatí pražští měšťané Frána Pesold, Mikuláš Pesold a Mikuláš Jenteš, užitky z lesů obdržel klášter augustiniánek u svaté Kateřiny na Novém Městě pražském a Michalovicové přenesli správu svých polabských statků z Toušeně do Brandýsa, kde začali budovat zcela nový hrad a s ním i správní středisko a město. Někdy před rokem 1370 Karel IV. vyplatil Toušeň pro svého bratra, moravského markraběte Jana Jindřicha (1322–1375). V jeho prospěch a v prospěch jeho dědiců pak listinou datovanou 1. února 1370 celý tento majetek vybavil osvobozujícími výsadami, mimo jiné zbavil Toušeň všech daní, dávek a jakýchkoli platů. K toušeňskému hrádku v té době náležely pastviny, louky, pole, prutníky, háje, honitby, mlýn s právem rybolovu, řeky a jejich přítoky a za Labem rozsáhlý a na zvěř bohatý les Bor.
Dědic tohoto majetku, syn markraběte Jana Jindřicha, moravský markrabě Jošt Moravský (1351–1411), krátce před smrtí římský král, neměl po skonu svého otce na vlastnictví mimo Moravu zájem. S vrozenou obchodní obratností prodal práva k Toušeni dvěma různým kupcům, kteří o sobě nevěděli: vlastnické právo získal Jan Starší z Michalovic († 1425), který sídlil v Brandýse, dědické právo získal Boček z Poděbrad († 1426), strýc pozdějšího krále Jiřího.
Toušeňských statků se ujal Jan Starší z Michalovic, přední katolík a odpůrce husitů, kterého proto neminuly výboje již prvních kališnických tažení: Michalovicův toušeňský hrádek, spravovaný v té době purkrabím, se stal jedním z terčů silného pražského vojska. Vrchním velitelem výpravy byl Hynek Krušina z Lichtenburka, část ozbrojenců, kteří Toušeň v dubnu 1421 oblehli, vedl Jan Želivský. Pražané hrádek nedobyli, ale po třídenním obléhání obsadili výměnou za životy jeho obránců. Správu Pražanů zde pak do konce husitských válek zastupoval Jan ze Smiřic († 1453).

V poválečném míru (1437) se o Toušeň začal zajímat mladý Jiří z Poděbrad (1420–1471). Zemský soud sice potvrdil právo držení Michalovicům, kteří měli starší list, ale pro případ dědictví uznal i právo Jiříkovo. Michalovicové na Toušeni zůstali až do vymření svého rodu po meči Jindřichem Kruhlatou z Michalovic († 1468), za nějž k rodovým statkům v Polabí přibyly Čelákovice. Poté se Toušeně a výnosného lesa skutečně ujali – byť nakrátko – král Jiří z Poděbrad a po něm jeho synové. Další majitelé již jejich významu nedosahovali: rytíř Oldřich Bradáč, Jiří Bradáč a jeho synové Václav a Jan, Eliška a Kateřina Jandovy „z Hor Kuten“ a Vilém Kostka z Postupic. Okolní michalovické statky přešly mezitím dvojím dědictvím a sňatkem do držení Cimburků a Krajířů z Krajku.

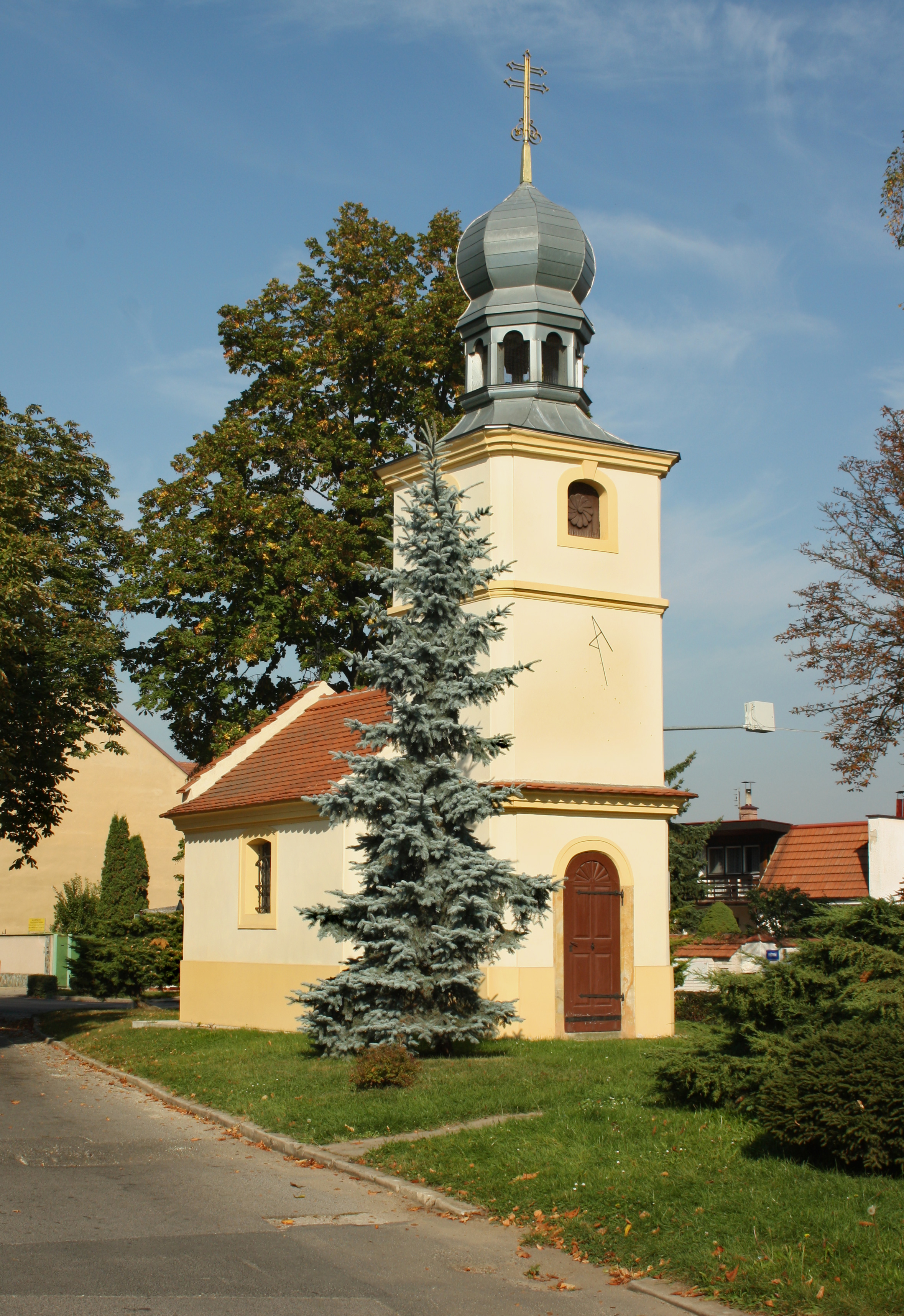
Kaple svatého Floriána

Počátkem 16. století koupil Toušeň význačný pražský politik a představitel strany podobojí Mistr Jan Pašek, pasovaný na rytíře a obdařený erbem a přídomkem z Vratu, první primátor sjednocených pražských měst a ve své době jeden z nejmocnějších mužů v Čechách. Toušeňský hrádek přebudoval ve výstavný renesanční zámek a jeho hospodářství rozšířil založením štěpnic, chmelnic, vinic a nových rybníků. Po politických roztržkách s králem Ferdinandem I. žil Pašek na Toušeni v ústraní, záměrně vzdálen sobě nepříznivým pražským událostem. Zemřel zde 15. března 1533 jako poslední důležitý majitel, jehož příchod znamenal pro celé zboží významné období rozkvětu a přerod osady v městečko.
Celou Toušeň, rytířem Paškem odkázanou Adamovi Lvu z Rožmitálu, přikoupil po třech letech 20. května 1536 ke svému panství Kunrát Krajíř z Krajku (1470–1542), přední zastánce české reformace. Pro rámec jeho statků kolem Brandýsa představovalo městečko Toušeň s Paškovým zámkem, s poplužním dvorem a rozsáhlými lesy za Labem nejbohatší přírůstek. Krajířové však velmi záhy o všechno přišli: 18. srpna 1547 král Ferdinand I. jejich majetek z politických příčin konfiskoval ve prospěch České královské komory. Správou byli pověřeni hejtmani sídlící v Brandýse. Přestože byla Toušeň zprvu ještě vedena jako samostatné panství s vlastním polesím, postupně začala svou samostatnost ztrácet a přicházela i o další výsady. V letech 1606–1607 byl zámek rezidencí Adama mladšího z Valdštejna a roku 1639 byl zničen Švédy.

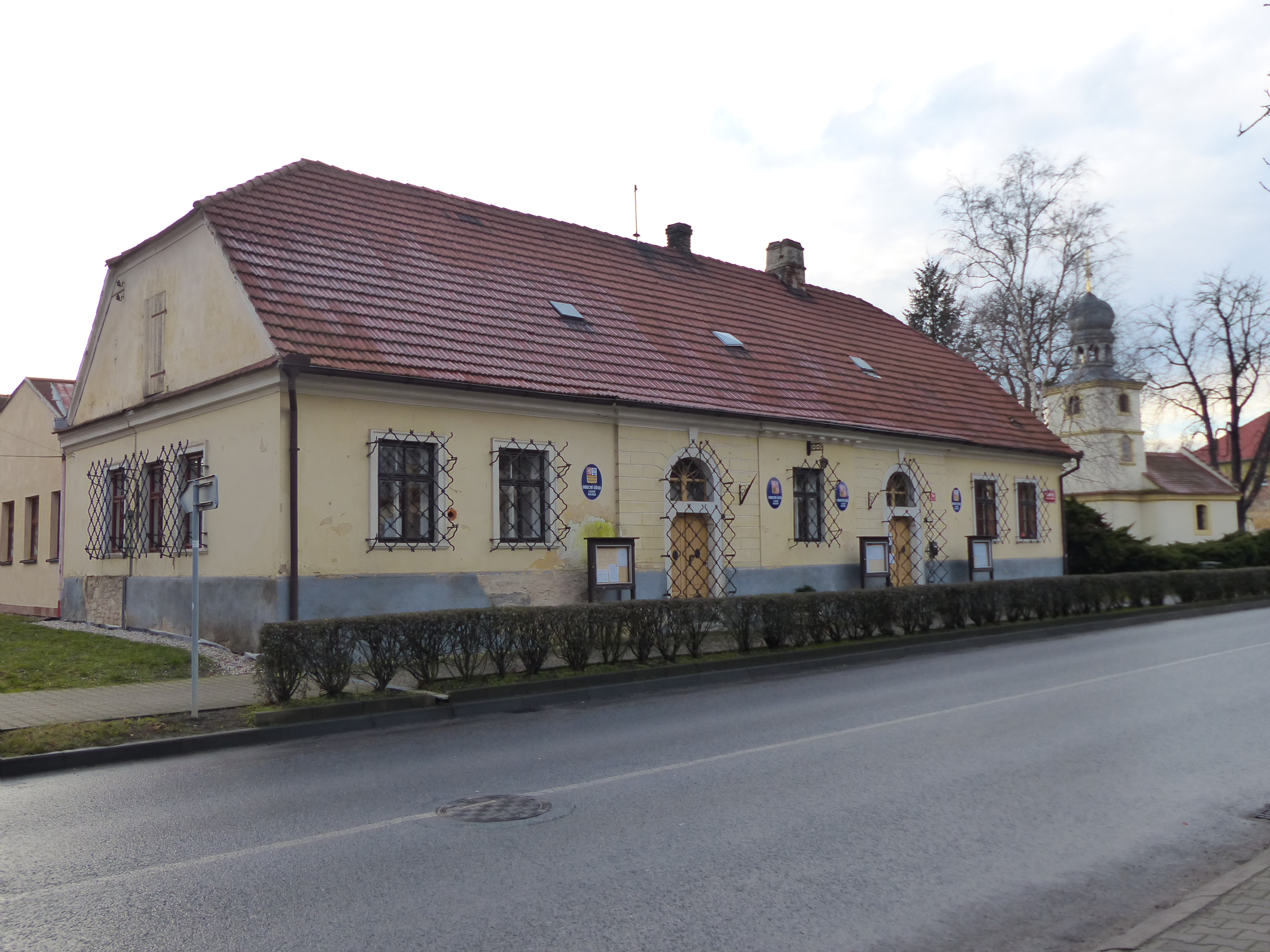
Obecní úřad

Tradiční místní rybníkářství, rozšířené o lov úhořů a lososů v Jizeře, bylo v Toušeni, podobně jako košíkářství, podpořeno křížením dvou obchodních cest. První, původní solná a jantarová stezka, zde přecházela ramena Labe od let 1561/1562 dvojím mostem, který sloužil s krátkými přestávkami v dobách třicetileté války po více než dvě stě let. Tehdy byl naposled zničen a na dalších více než dvě stě let nahrazen přívozem. Touto polskou silnicí projížděla od 16. století do roku 1615 vratislavská pošta. Později, od roku 1754 až do konce prvé třetiny 19. století tudy jezdily dostavníky pošty slezské. Druhý obchodní směr vedl z Vídně mimo Prahu i Kutnou Horu do Drážďan a Lipska. Polskou cestu křížil právě zde, kde proto bývaly již před třicetiletou válkou čtyři krčmy: na Klímovým (dnešní číslo 40, později hospoda Choděrova), na Vokounově (12), Kožnýho (55) a krčma u Věžského dvora (21). Po třicetileté válce lipská silnice významně ožila obnovením tradice veletrhů. V roce 1723 projížděli po obou cestách hosté korunovace císaře Karla VI. včetně jeho dcery, pozdější císařovny Marie Terezie. Křížení cest přivedlo později do Toušeně i císaře Josefa II., na jehož osobní pokyn zde byla roku 1787 postavena samostatná škola. Obě cesty plnily svou strategickou úlohu ještě za válek proti Napoleonovi. Byly i zárukou rychlého šíření zpráv: místní obyvatelé tak mohli odpovědět na vír událostí roku 1848 založením vlastní národní gardy.

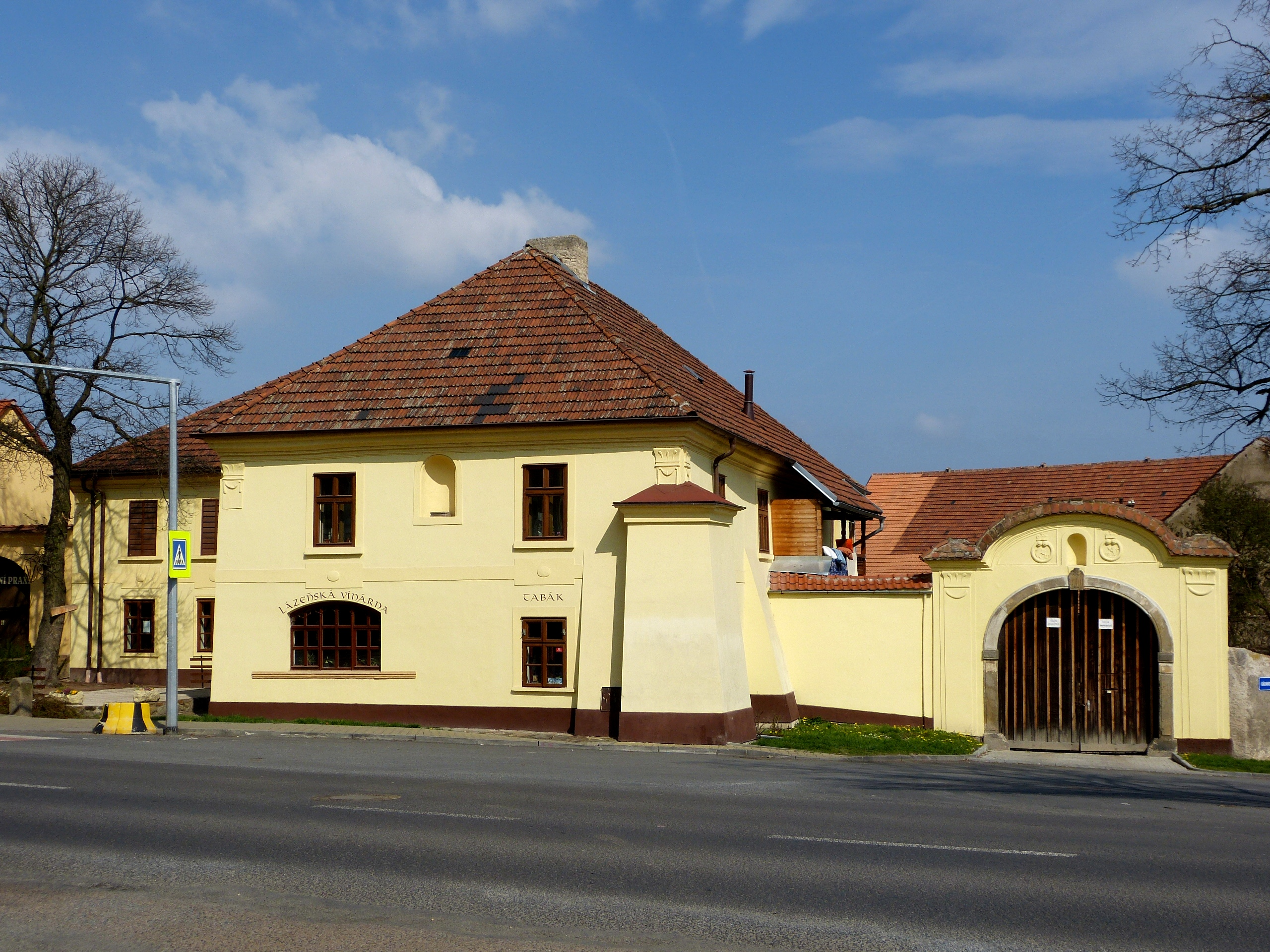
Statek v centru městyse

Obilnářské zemědělství, které po napoleonských válkách v úrodné půdě úspěšně vyzkoušelo novou plodinu, cukrovou řepu, soustředilo po čase svůj zájem ke stavbě akciového rolnického cukrovaru. Základní kámen byl položen 3. června 1868. Od roku 1882 byl cukrovar v majetku Jakuba Passera, který pak v roce 1904 jeho stavbu dokončil. V této podobě zůstal cukrovar v provozu ještě dalších padesát let. 

### Slatinné lázně
Slatinné lázně Toušeň byly založeny v roce 1868 Janem Králíkem (1837–1888).  Zásluhou jeho syna Jana Králíka (1864–1946) se od roku 1899 staly hlavní léčebnou procedurou koupele v sirnoželezité slatině. Lázně se zaměřují na léčbu chorob pohybového aparátu. Léčí také pacienty po operacích meziobratlových plotének a po některých dalších ortopedických zákrocích.
Pro léčivé účinky místní vody a později slatiny, blízkost Prahy a přírodní prostředí bez velkých klimatických změn nabyly malé lázně brzy obliby a postupně i známosti. Díky lázním navštívila Toušeň řada významných osobností uměleckého života. Rozvoj Toušeně byl urychlen opakovaným zvolením majitele lázní Jana Králíka mladšího starostou městyse, čímž byl současně posílen vliv místního Okrašlovacího spolku (založeného v září 1896), který čerpal své prostředky také z lázeňských tržeb a jehož péčí pak byly vysazovány desetitisíce keřů a stromků v okolí, na březích Labe i v městysi samém. Současně s tím spolek zřídil módní říční lázně (plovárnu) a pečoval o parkovou úpravu všech nově zalesněných ploch. 

## Obyvatelstvo
| Rok            | 1869 | 1880 | 1890 | 1900 | 1910  | 1921  | 1930  | 1950  | 1961  | 1970  | 1980  | 1991 | 2001  | 2011  | 2021  |
| -------------- | ---- | ---- | ---- | ---- | ----- | ----- | ----- | ----- | ----- | ----- | ----- | ---- | ----- | ----- | ----- |
| Počet obyvatel | 788  | 872  | 889  | 868  | 1 032 | 1 181 | 1 323 | 1 343 | 1 325 | 1 226 | 1 094 | 978  | 1 004 | 1 339 | 1 460 |
| Počet domů     | 93   | 100  | 103  | 113  | 131   | 162   | 256   | 340   | 306   | 318   | 315   | 360  | 379   | 441   | 491   |

## Správa městyse

### Územněsprávní začlenění
Dějiny územněsprávního začleňování zahrnují období od roku 1850 do současnosti. V chronologickém přehledu je uvedena územně administrativní příslušnost městyse v roce, kdy ke změně došlo:
- 1850 země česká, kraj Praha, politický okres Karlín, soudní okres Brandýs nad Labem[8]
- 1855 země česká, kraj Praha, soudní okres Brandýs nad Labem[8]
- 1868 země česká, politický okres Karlín, soudní okres Brandýs nad Labem[8]
- 1908 země česká, politický i soudní okres Brandýs nad Labem[9]
- 1939 země česká, Oberlandrat Mělník, politický i soudní okres Brandýs nad Labem[10]
- 1942 země česká, Oberlandrat Praha, politický i soudní okres Brandýs nad Labem[11]
- 1945 země česká, správní i soudní okres Brandýs nad Labem[12]
- 1949 Pražský kraj, okres Brandýs nad Labem[13]
- 1960 Středočeský kraj, okres Praha-východ[14]

### Symboly městyse
Znak byl městysi udělen rozhodnutím předsedy Poslanecké sněmovny Parlamentu České republiky dne 15. července 1993 a vlajka byla městysi udělena rozhodnutím předsedkyně České národní rady dne 6. června 1991.

## Společnost
V městysi Toušeň (1240 obyvatel, poštovní úřad, telegrafní úřad, telefonní úřad, dívčí domov) byly v roce 1932 evidovány tyto živnosti a obchody: lékař, biograf Sokol, 2 obchody s cementovým zbožím, cihelna, cukrář, cukrovar Passer, čalouník, drogerie, elektrotechnický závod, geometr, 2 holiči, 6 hostinců, jednatelství, kolář, 5 košíkářů, 4 krejčí, léčivé lázně, léčebný ústav, 2 malíři, obchod s obuví Baťa, obuvník, pekař, 2 pískaři, obchod s lahvovým pivem, porodní asistentka, obchod s prádlem, 5 rolníků, 2 řezníci, sedlář, 8 obchodů se smíšeným zbožím, spořitelní a záložní spolek pro Toušeň, 2 švadleny, 3 trafiky, 2 truhláři, výroba velocipedů, 3 zahradnictví, zámečník.

## Doprava
Dopravní síť
- Pozemní komunikace – Městysem prochází silnice II/245 Brandýs nad Labem-Stará Boleslav - Lázně Toušeň - Čelákovice - D11 - Český Brod.
- Železnice – Městys Lázně Toušeň leží na železniční trati 074 Čelákovice - Brandýs nad Labem - Neratovice. Je to jednokolejná regionální trať, doprava byla zahájena roku 1882. Na území městyse je železniční zastávka a nákladiště Lázně Toušeň.

Veřejná doprava 2025
- Autobusová doprava – V městysi měla zastávku autobusová linka 655 v trase Brandýs n.L.-St.Boleslav,nádr. - Lázně Toušeň - Čelákovice,žel.st. - Nehvizdy - Jirny - Úvaly,žel.st.
- Železniční doprava – Zastávku Lázně Toušeň obsluhovalo v pracovních dnech 18 párů osobních vlaků, o víkendech 16 párů osobních vlaků.

## Pamětihodnosti

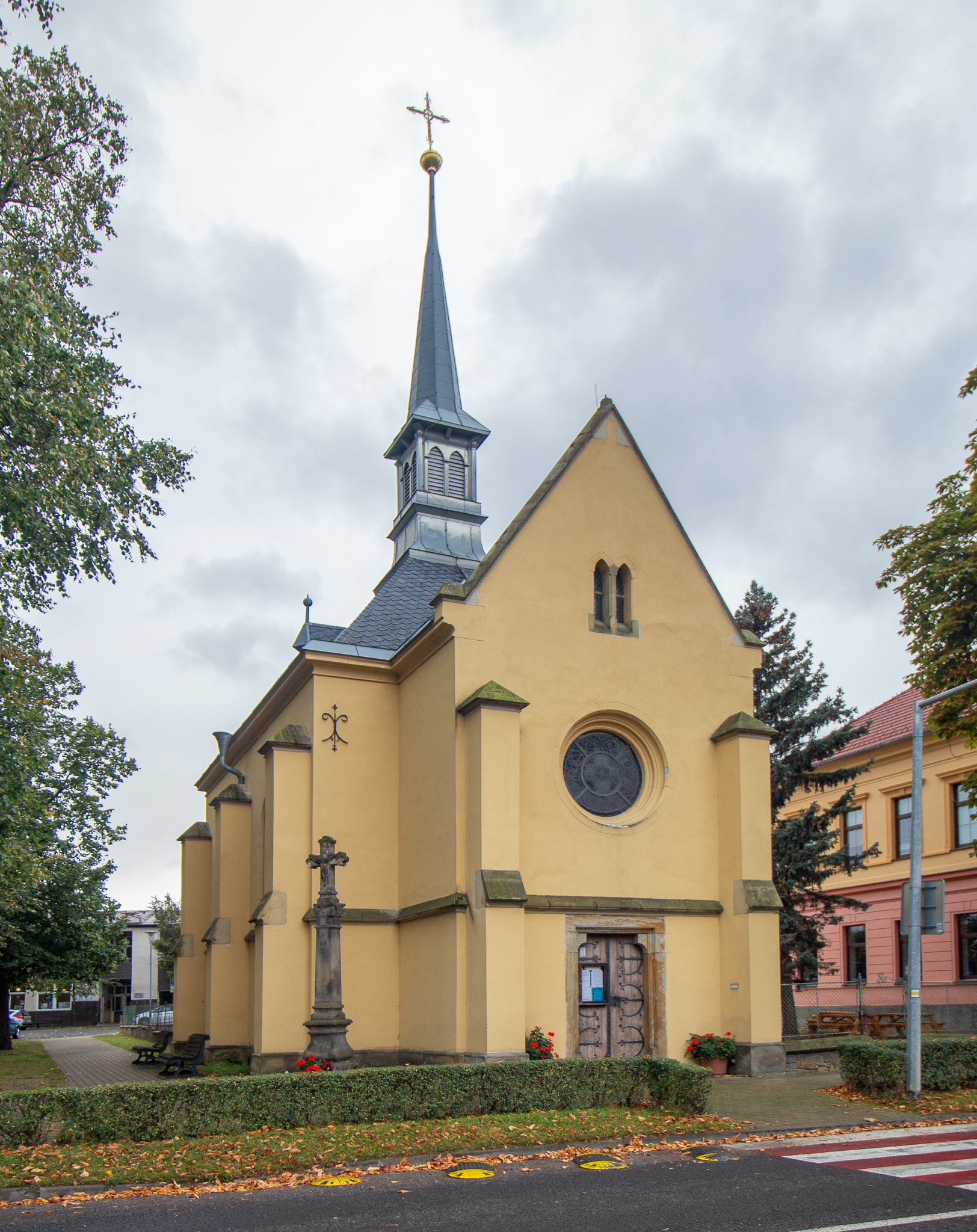
Kostel svatého Floriána

- Vodní mlýn doložený 1370, přestavěný 1568-69 (renesance)
- Pamětní křížky 1757, 1761, 1800 a 1874
- Zájezdní hostinec (baroko v empírové úpravě)
- Kaplička svatého Floriána z roku 1823 (neobaroko)
- Kostel svatého Floriána z let 1888-90 (neogotika)
- Usedlosti s portálovými vjezdy (empír)
- Radnice (empír)
- Budova nádraží z roku 1902 (neorenesance)
- Budova slatinných lázní z roku 1899 (neorenesance)
- Lázeňská kolonáda z roku 1912 (s prvky kubismu)
- Pomník padlých z roku 1927 (secese)
- Archeologické stopy v lokalitě Hradišťko s pozůstatky pravěkého a raně středověkého hradiště[18]

## Osobnosti
Čestní občané:
- duchovní Josef Petráš
- architekt Albert Jonáš
- spisovatel Adolf Branald
- olympionici Dana a Emil Zátopkovi
- operní pěvkyně Jarmila Novotná
- armádní generál Tomáš Sedláček
- operní pěvkyně Soňa Červená

Umělci:

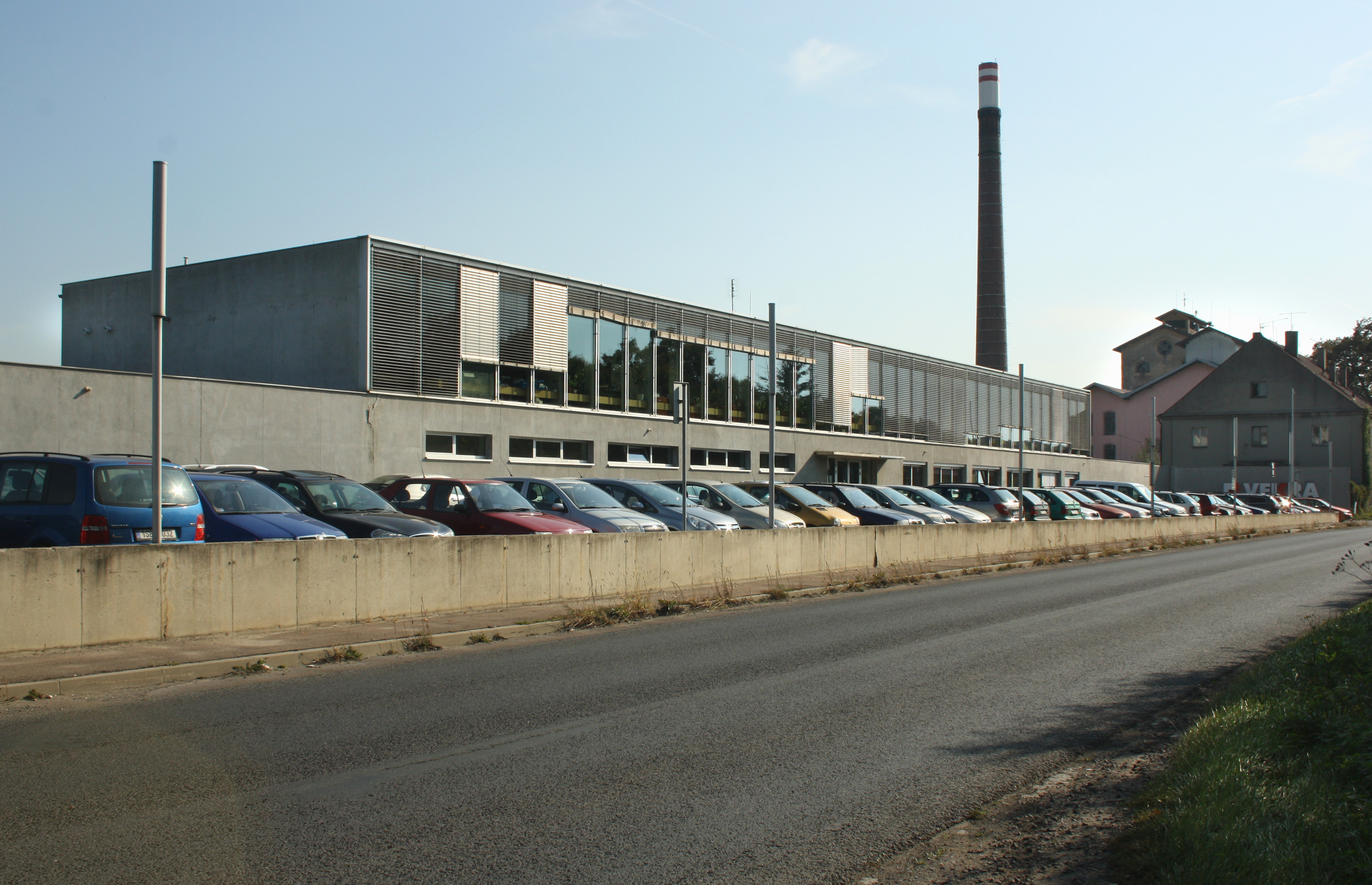
Továrna na výrobu oken v západní části obce

- Čeněk Choděra, akademický malíř (1881–1955), narozen v Toušeni, studoval v Praze a Mnichově, etabloval se v Paříži dekorativními pracemi a krajinomalbou, po návratu člen Jednoty umělců výtvarných.
- Albert Jonáš, akademický architekt (1893–1974), narozen na Královských Vinohradech, žák Jana Kotěry a Maxe Švabinského, mj. autor projektu salonního vozu pro TGM, poštovních známek a ilustrací učebnic.
- Rudolf Truhlařík, výtvarník, učitel (1929–1991), narozen v Toušeni, učitel, dramatik, publicista, výtvarník, spolupracoval s UNESCO.
- Leo Vaniš, soudobý výtvarný umělec a spisovatel, jehož tvorba je význačně ovlivněna Polabím. Vystavoval zde v letech 2006 v sále u Byšických. Obec vlastní ve sbírkách jeho olejomalbu "Lázně Toušeň v čase a prostoru", dílo s toušeňskými symboly (soutok dvou řek, lázně, prvky architektury apod.).

## Galerie

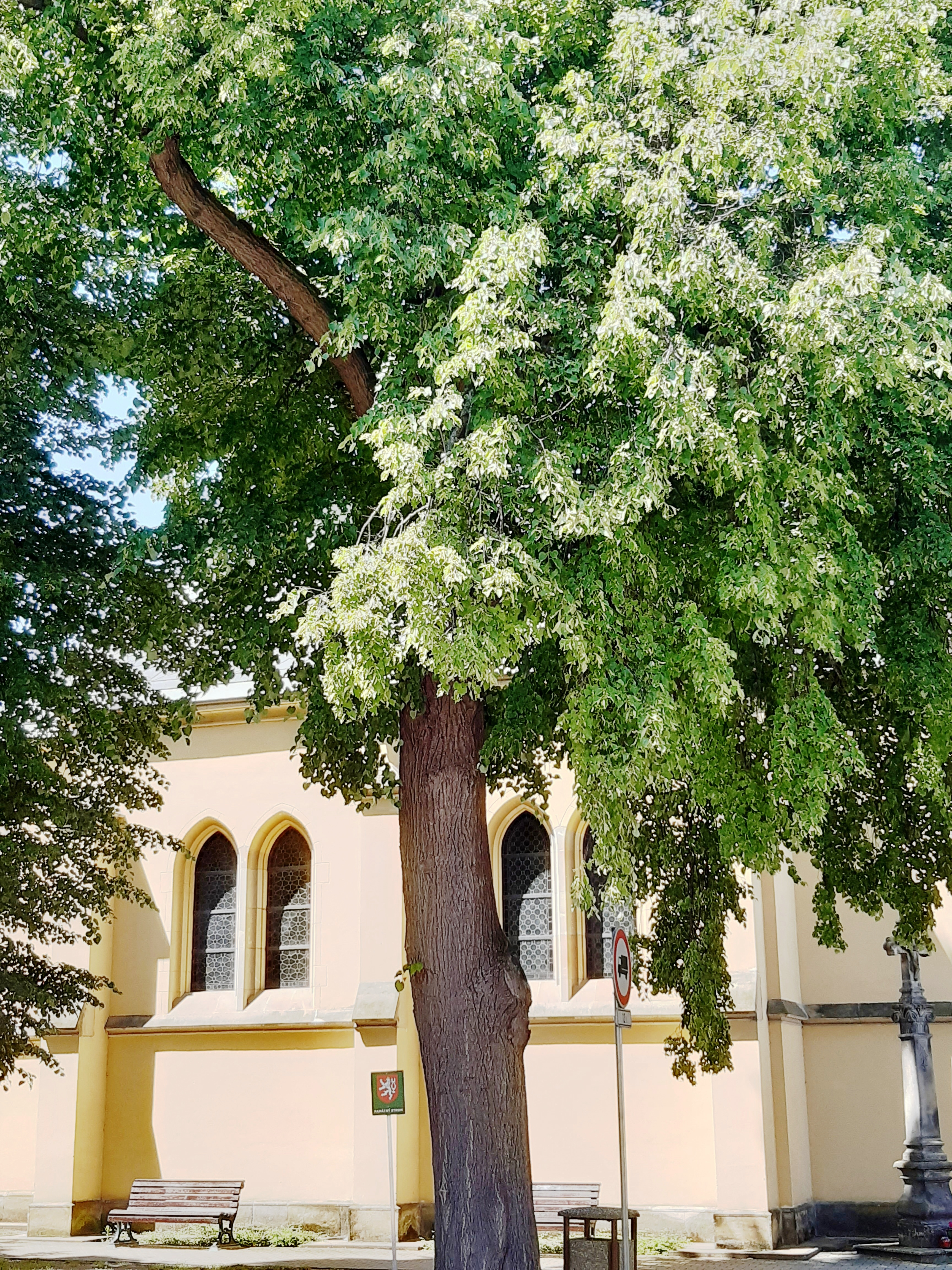
Lípa srdčitá na nám.u kostela památný strom
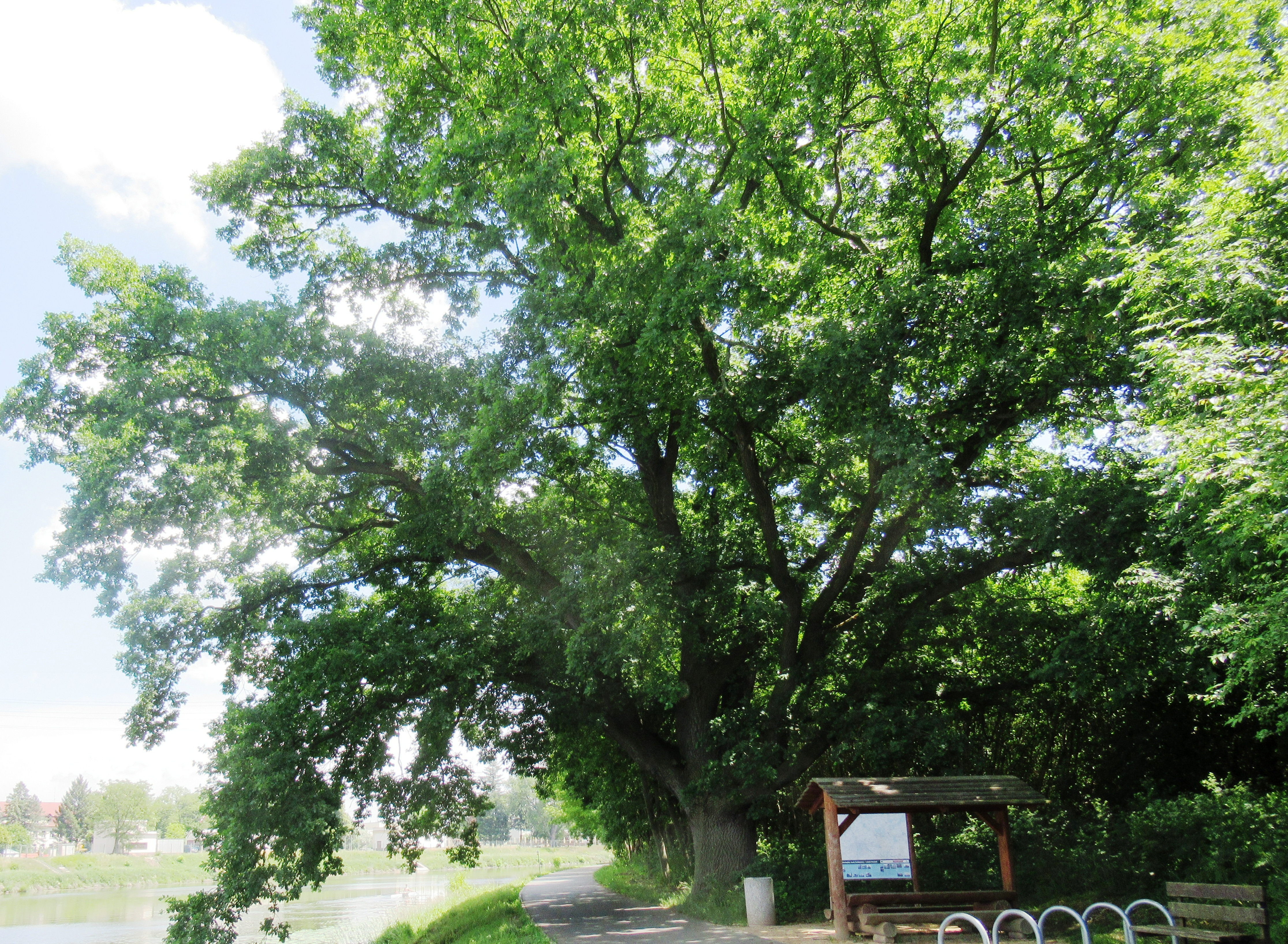
Dub 2 u Labe památný strom
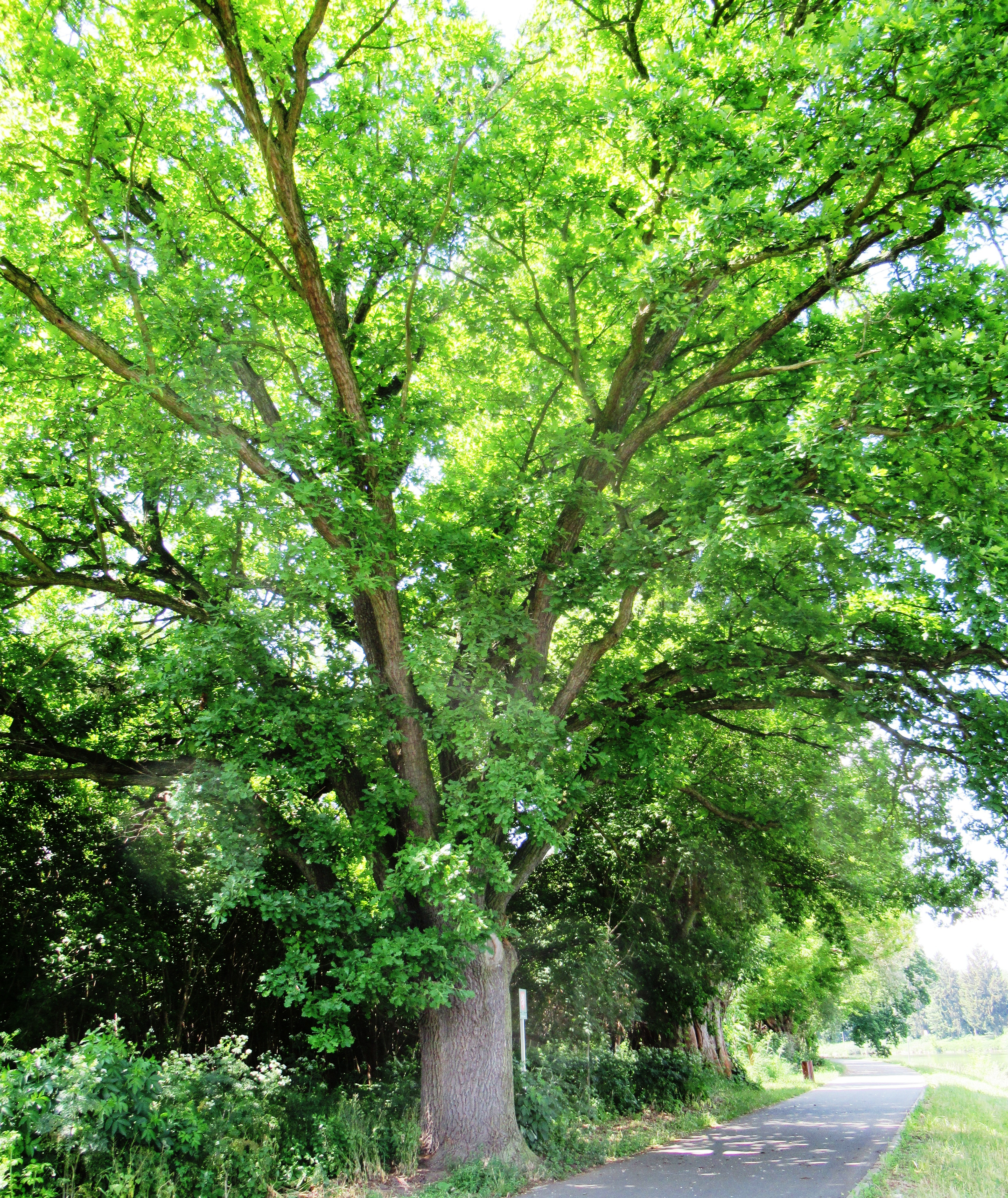
Dub 1 u Labe  památný strom
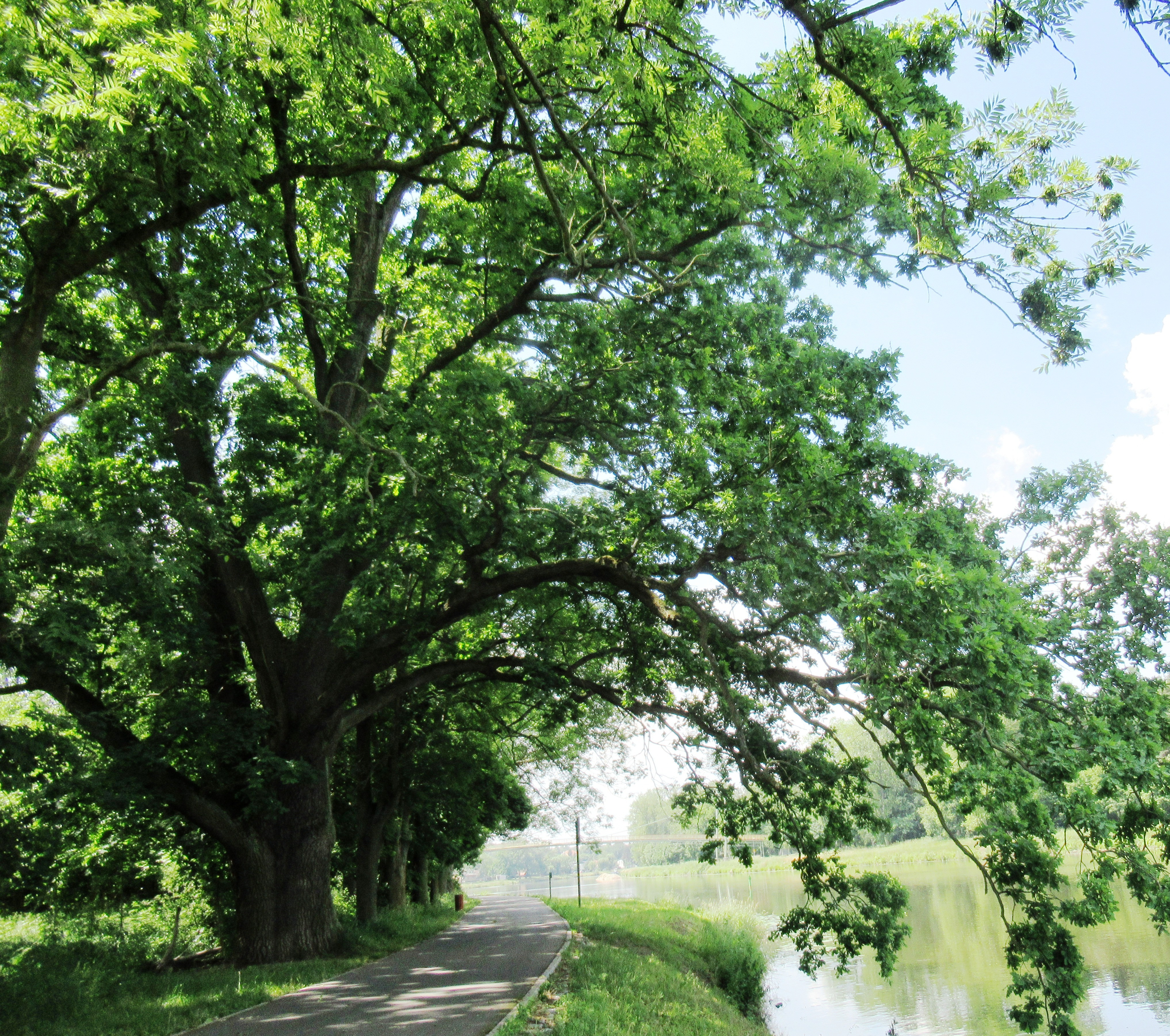
Duby 3 u Labe památné stromy